# Cerdistus jubatus
Cerdistus jubatus är en tvåvingeart som beskrevs av Becker 1923. Cerdistus jubatus ingår i släktet Cerdistus och familjen rovflugor. Inga underarter finns listade i Catalogue of Life.